# 时事开讲
时事开讲（英语：Newsline），是香港凤凰卫视于1999年8月22日开播的一档评论节目，节目以一对一的形式，由评论员评论当日重要的新闻资讯。现时安排在凤凰卫视中文台、欧洲台、美洲台、澳洲版播出。节目的口号是“紧贴时事，现在开讲”，节目被《新周刊》誉为“15年来中国最有价值的电视节目”；评论员曹景行更取得《新周刊》公布的“15年来中国最有价值的电视节目主持人”称号。
2014年6月30日起节目进行了改版，由原先的坐着交流改为站着交流；背景色也变为红色，并由杜平担任固定评论员。改版只維持約半年便停播。

## 冠名
2000到2002年，节目由红塔集团赞助播出，2003到2004年，节目由东风汽车赞助播出，2004到2005年由tcl特约赞助播出，2005年由凤铝铝材赞助播出，2006年5月到年末由日月星赞助播出，2007年由于三一重工赞助播出，2008到2009年由红云红河赞助播出，2010年到2013年，节目由中联重科冠名，并在2010年连同中国平安，新飞冰箱，东风雪铁龙赞助播出，2013年联合西咸新区赞助播出；2014年起，节目无任何冠名赞助商。

## 播出时间[4]
- 凤凰卫视中文台：香港时间周一至周五23：00-23：25首播；次日05：00-05：25、10：55-11：20重播。
- 凤凰卫视欧洲台：格林威治时间周二至周六02：05-02：35、08：00-08：30。
- 凤凰卫视美洲台：美国西岸时间周一至周五08：00-08：30（限标准时间执行期间）[注 1]
- 凤凰卫视澳洲版：悉尼时间周二至周六11：05-11：35、17：00-17：30

## 节目特色
节目的特色是一对一式的评论（左为主持人，右为评论员），由评论员选出3条当日有价值的新闻进行评论，从不同角度对事件作出分析评论，还会深入讨论事件的真相及内幕。另外节目还开设互动专区，但很少出现。

## 主持人
- 姜声扬
- 蒋晓峰（代班）
- 任韧（代班）
- 杜平（每周五）
- 安东（代班）
- 徐昌鹏（代班）

## 评论员

### 改版前
- 何亮亮
- 邱震海
- 李炜
- 杜平
- 郑浩
- 石齐平
- 朱文辉
- 曹景行（已离开凤凰）

### 改版后
2014年6月30日起，节目评论员（周一至周四）将固定由杜平担任。

### 嘉宾评论员（每周五，2014年6月13日起）
- 梁美芬（2014年6月13日）
- 郑赤琰（2014年6月20日）
- 梁国樑（2014年6月27日）
- 胡伟星（2014年7月4日）
- 纪硕鸣（2014年7月11日）